# Stetten (Sciaffusa)
Stetten (toponimo tedesco) è un comune svizzero di 1 328 abitanti del Canton Sciaffusa.